# اوکه سیفارت
اوکه سیفارت (انگلیسی: Åke Seyffarth; ۱۵ ژانویهٔ ۱۹۱۹ – ۱ ژانویهٔ ۱۹۹۸) اسکیت‌باز سرعت اهل سوئد بود.